# Canadá Inferior

Mapa do Canadá Inferior.

Canadá Inferior ou Baixo Canadá (em inglês: Lower Canada) foi a região próxima à foz do Rio São Lourenço, nos primórdios da história da América do Norte. Esta área constitui atualmente a província de Quebec.